# Dolmen vom Puig d’Arques
Der Dolmen vom Puig d’Arques (katalanisch Dolmen del Puig d’Arques) liegt wenige Meter unterhalb des Gipfels des Puig d’Arques auf 525 m Höhe, nordwestlich von Calonge in Katalonien in Spanien.
Der etwa 7,0 Meter lange, 1,5 m breite und 2,0 m hohe, durch modernes Mauerwerk ergänzte Dolmen war ursprünglich von einem etwa 17,0 Meter messenden Rundhügel umgeben. Der Dolmen besteht aus einer langen, rechteckigen Kammer aus Schieferplatten und einem mit Trockenmauerwerk ergänzten Gang, der eventuell mit Platten bedeckt war. Der Dolmen öffnet sich ungewöhnlicherweise nach Nordosten statt nach Süden oder Südosten. Der Steinhügel wurde in drei Stufen errichtet und durch einen Randsteinring aus großen Blöcken und Trockenmauern gestützt. Bei der Restaurierung im Jahr 2001 wurden die rechte Gangseite wieder aufgebaut und der Deckstein aufgelegt.
Der Dolmen wurde 1964 von Pere Caner und einer Gruppe aus Calonge ausgegraben. Im Jahr 1965 hat Lluís Esteve eine Studie veröffentlicht. Die Ausgrabung von 1964 lieferte Reste von Grabbeigaben (Keramikfragmente, eine Platte aus grünem Schiefer, zwei Pfeilspitzen und ein Messer aus Feuerstein). Diese Materialien und die Baugeschichte ermöglichten es, den Bau in das frühe 3. Jahrtausend v. Chr. zu datieren.